# Rhyacichthys
Rhyacichthys is een geslacht van straalvinnige vissen uit de familie van riviergrondels (Rhyacichthyidae).

## Soorten
- Rhyacichthys aspro (Valenciennes, 1837)
- Rhyacichthys guilberti Dingerkus & Séret, 1992